# Antoni Janus

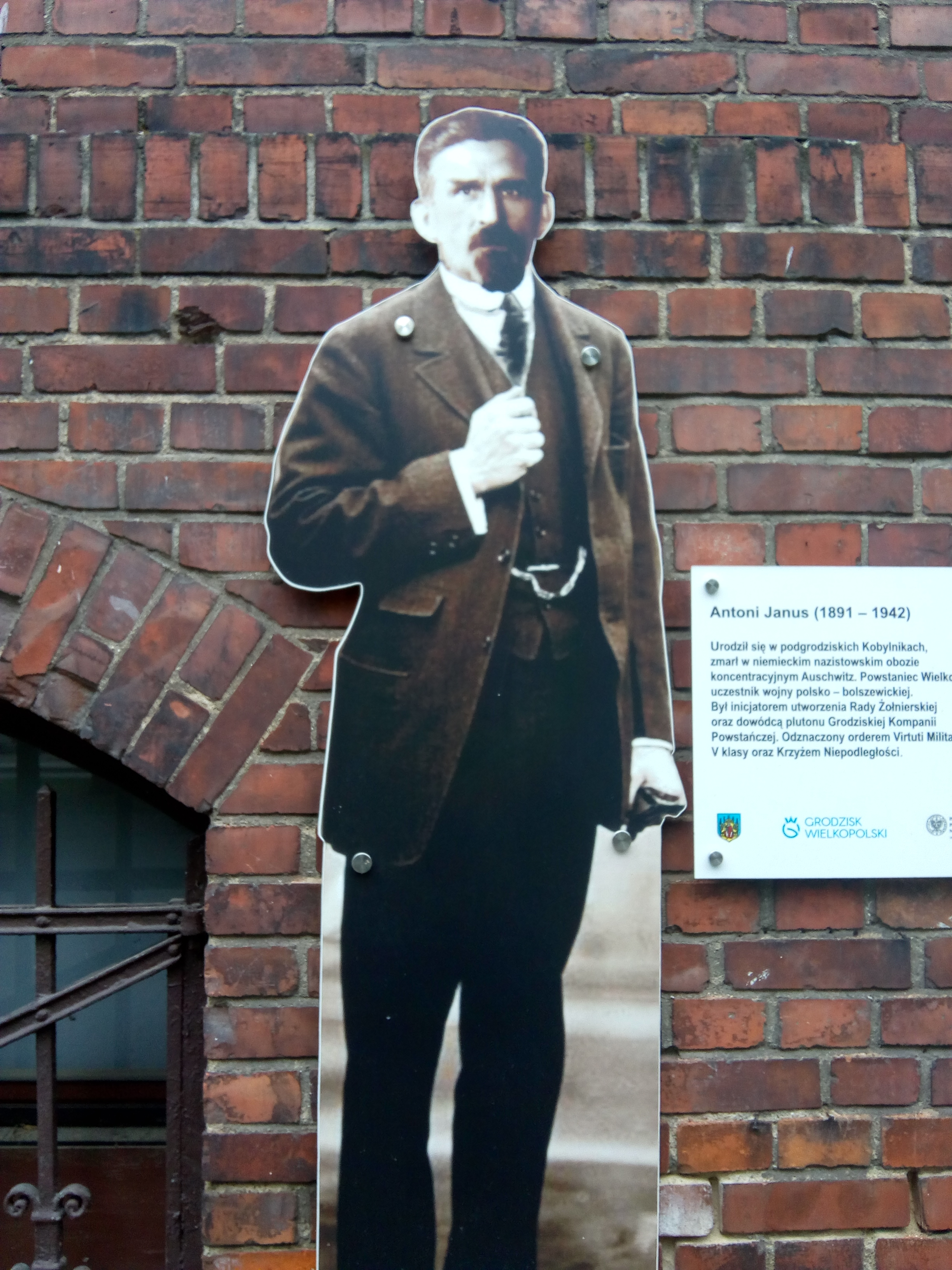
Tablica pamiątkowa przed Szkołą Podstawową Nr 2 w Grodzisku Wlkp.

Antoni Janus (ur. 17 maja 1891 w Kobylnikach, zm. 21 marca 1942 w KL Auschwitz) – powstaniec wielkopolski, uczestnik wojny polsko-bolszewickiej, kawaler Orderu Virtuti Militari i więzień KL Auschwitz.

## Życiorys
W czasie I wojny światowej był marynarzem na niemieckim okręcie „Wolf”. Po zakończeniu działań wojennych wrócił do rodzinnego Grodziska Wielkopolskiego, gdzie w listopadzie 1918 r. był inicjatorem utworzenia rady żołnierskiej. Był organizatorem działań powstańczych także w pobliskiej Opalenicy. Brał udział w opanowywaniu niemieckich transportów kolejowych na linii Poznań-Berlin, gdzie zdobyto znaczne ilości broni. Awansowany na stopień sierżanta został mianowany dowódcą plutonu w grodziskiej kompanii powstańczej. Szczególną odwagą wykazał się w czasie obrony dworca kolejowego w Rakoniewicach 3 stycznia 1919 r., za co został odznaczony orderem Virtuti Militari V klasy. 10 stycznia w trakcie rozpoznania pod Jaromierzem dostał się do niewoli niemieckiej. W kwietniu 1919 r. sąd we Frankfurcie nad Odrą skazał go na karę śmierci, w drodze na miejsce egzekucji udało mu się jednak zbiec i wrócić do Grodziska. W 1920 r. wstąpił ochotniczo do 17 pułku artylerii ciężkiej i służył w nim do listopada 1920 r. Do rezerwy odszedł w stopniu ogniomistrza. W okresie międzywojennym pracował jako woźny sądowy w Grodzisku, a potem w Wyrzysku. Po wybuchu II wojny światowej wyjechał na teren Generalnego Gubernatorstwa licząc na to, że nie zostanie tam odnaleziony przez Gestapo. Pod koniec września 1941 r. został jednak aresztowany i wysłany do KL Auschwitz, gdzie zmarł 21 marca 1942 r. Osierocił 8 dzieci, które miał z Gertrudą z d. Ratajczak. Za udział w powstaniu wielkopolskim odznaczony został także Krzyżem Niepodległości.